# Marina del Granducato di Toscana
La Marina del Granducato di Toscana, il corpo di marina militare che concorse a formare la Regia Marina italiana dopo il 1860, fu istituito in Toscana quasi contemporaneamente alla bolla emessa da papa Pio V il 27 agosto 1569 con la quale Cosimo de' Medici ottenne il titolo di granduca di Toscana.

## Storia

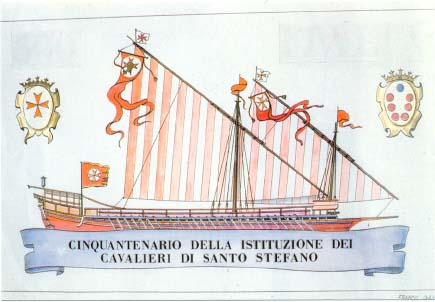
Galea dell'Ordine di Santo Stefano (stampa celebrativa del 1611).

Nel 1541 furono allestite a Livorno quattro galee per la corsa contro i Tunisini e gli altri Barbareschi. Tuttavia, grazie all'Ordine di Santo Stefano papa e martire costituito il 1562 con prima sede Portoferraio nell'isola d'Elba, poi a Pisa in via definitiva, il granducato poté usufruire sin dalla sua costituzione e per incremento degli stessi sovrani di una propria flotta militare. 

La sede della flotta divenne il porto di Livorno che custodiva al sicuro nelle sue darsene le galee o galere stefaniane. Tra i primi comandanti si ricorda Alfonso Appiano (Piombino, 1535 - Madrid, 1590), Cavaliere di Santo Stefano nel 1563 e l'anno successivo Luogotenente di Giulio de' Medici, primo Ammiraglio delle Galere del Granduca di Toscana. 

Base della marina militare toscana, Livorno fu fino a metà del XVIII secolo, il porto di partenza della guerra di corsa dei cavalieri di Santo Stefano che nelle loro "caravane" annuali andavano a contraccambiare le scorrerie dei corsari ottomani e barbareschi. Al riguardo, tra le varie imprese militari si ricordano la difesa di Malta dall'invasione ottomana del 1565, con l'invio di quattro galee nell'isola assediata, la spedizione di 15 unità navali (galee e galeazze) contro Tunisi nel 1573, la partecipazione alla battaglia di Lepanto con 12 galere guidate dall'ammiraglia "La Capitana" e condotta da Cesare Cavaniglia e Orazio Orsini. Oltre alla "Capitana", parteciparono alla battaglia di Lepanto sotto le insegne pontificie, la "Grifona", la "Toscana", la "Pisana", la "Pace", la "Vittoria", la "Fiorenza", la "San Giovanni", la "Santa Maria", la "Padrona", la "Serena" e "Elbigina". In questa fase, la bandiera da guerra era rossa bordata di giallo su tre lati (escluso quello dell'asta) con al centro una croce di Malta in un disco bianco
Nel 1604 il nerbo della flotta era costituita da sette grosse galere la "Capitana", "Padrona", "Fiorenza", "Santa Maria", "Siena", "Pisana" e "Livornina" con un equipaggio composto da 1055 schiavi imbarcati. Nel 1611 la flotta fu incrementata da nuove grosse galere arrivando a dieci con la "Padrona Vecchia", "Santa Maria", "Magdalena", "San Cosimo", "Capitana", "Santa Margherita", "San Francesco", "San Carlo", "Santa Cristina", "Padrona" oltre varie unità minori con un totale di 1400 schiavi imbarcati. La flotta toscana raggiunge così nel 1615 un totale di dieci grosse galere, due galeoni, e vari vascelli e navicelli, rendendola rispettata e temuta in tutto il Mediterraneo occidentale.
La politica di neutralità toscana che i Medici decisero di assumere negli anni successivi, portò nel 1649 alla cessione dell'intera flotta alla Francia, mantenendo solo quattro galee per il servizio di controllo della costa (Capitana, Padrona, San Casimiro, Santo Stefano) con un equipaggio che nel 1684 raggiungeva i 750 schiavi imbarcati. Nel 1705 con Cosimo III lo Stato sfiorò la bancarotta e la marina era praticamente inesistente.
Nel 1749, con la sottoscrizione di pace con la Porta Ottomana e le Reggenze barbaresche di Tripoli, Tunisi e Algeri, il governo lorenese ritenne non più necessario mantenere una base militare navale e una numerosa flottiglia. Così la flotta fu sciolta e dal 1751 le tre galere rimaste furono trasferite a Portoferraio che divenne la nuova base navale. In questo periodo la sua marina ammonta a circa 200 unità con 12 ufficiali inglesi e vari sottufficiali. Verso il 1749, con l'ascesa al trono di Francesco Stefano di Lorena, Granduca di Toscana e marito dell'Imperatrice  Maria Teresa d'Asburgo, venne adottata la bandiera asburgica, con aquila bicipite nera coronata e spada nelle due zampe su sfondo giallo, che venne sostituita nel 1765.
La flotta toscana viene riorganizzata sotto Pietro Leopoldo. Vengono messe in servizio quattro fregate (Aquila, Madonna di Montenero, San Leopoldo, e Etruria, queste ultime rispettivamente da 22 e 36 cannoni).
Nel 1768 vi si aggiunse la fregata "La Rondinella" da 18 cannoni al comando del cav. Rutilio Tommasi di Cortona. Il comandante in capo della flotta fu l'inglese Giovanni Wallen. Successivamente entrarono in servizio la "Leone" e l'"Alerione", oltre a varie tartane da trasporto. 
Altro comandante famoso della marina toscana fu John Acton che servì come capitano dell'"Etruria" fino al 1779, anno in cui venne destinato alla riorganizzazione della flotta del Regno di Napoli. Tra le azioni notevoli del periodo, la partecipazione al suo comando di una squadra toscana alla battaglia di Algeri del 1775, nella quale la sua azione salvò la squadra spagnola da una imboscata degli algerini; di questo Henry Swinburne scrisse che gli spagnoli sarebbero stati "fatti a pezzi fino all'ultimo uomo... se Mr. Acton, il comandante toscano, non avesse tagliato i cavi e lasciato incagliare a riva le sue navi proprio mentre il nemico arrivava al galoppo. L'incessante fuoco dei suoi grossi cannoni, caricati a mitraglia, non solo li fermò in corsa, ma li obbligò a ritirarsi con forti perdite."
Con la dichiarazione di neutralità della Toscana anche la flotta militare fu nuovamente smantellata e ridotta ad un bastimento a ponte con artiglieria e due galeotte di stanza a Livorno e a Portoferraio poi di fatto abbandonate alla fonda dopo il 1779 con la partenza dell'ammiraglio Acton per il regno di Napoli.
Le nuove acquisizioni territoriali del congresso di Vienna e le scorrerie barbaresche portano il Granduca Ferdinando III nel 1814 a richiedere all'Austria le navi della flotta ex-napoleonica, ma senza esito, e quindi vengono messe in cantiere alcune imbarcazioni di stazza non elevata (una galeotta e un felucone), e successivamente altre unità minori, un brigantino, una goletta, uno sciabecco, quattro cannoniere e tre speronare.
Tra i personaggi della marina dell'Ottocento, Carlo Corradino Chigi, che raggiunse il grado di capitano di vascello il 6 agosto 1839 nella Marina Sarda, proseguì quindi la propria carriera nella marina del Granducato di Toscana, con il grado di capitano di fregata conseguito nel 1839 per poi trasferirsi nell'esercito fino all'unità d'Italia.

## Ammiragli comandanti la flotta stefaniana
- I Giulio de' Medici -1562
- II Cesare Cavaniglia -1580
- III Raffaello de' Medici
- IV Bernardino Ridolfi
- V Fabio Galerati
- VI Tommaso de' Medici col titolo di Generale
- VII Pier Luigi Rossi
- VIII Francesco Barbolani da Montauto
- IX Marc'Antonio Calefati
- X Jacopo Inghirami 1603-
- XI Giulio Barbolani da Montauto
- XII Ottavio da Montauto
- XIII Jacopo Inghirami col titolo di Generale -1624
- XIV Giulio Barbolani da Montauto col titolo di Generale 1618-1621, 1624-1632
- XV Lodovico da Verrazzano col titolo di Generale 1632-1646
- XVI Achille Sergardi col titolo di Generale 1647-1671
- XVII Mattia Ricasoli
- XVIII Camillo Guidi col titolo di Generale -1717

## Navi appartenenti alla flotta
- Argo, goletta.
- Feritore, goletta.